# フィル・グラハム
フィリップ・レスリー・グラハム（Philip Leslie Graham、1915年7月18日 - 1963年8月3日）は、アメリカ合衆国の新聞発行者である。
『ワシントン・ポスト』紙の発行者ユージン・メイヤーの娘キャサリンと結婚し、発行者の職を継承し、後にその発行社であるワシントン・ポスト・カンパニーの共同経営者を務めた。グラハムの下で、『ワシントン・ポスト』は低迷していた地方紙から全国的な新聞に成長し、ワシントン・ポスト社は他の新聞社やラジオ局、テレビ局を所有するまでに拡大した。双極性障害を患っていたフィル・グラハムは1963年に自殺し、その後、キャサリンが新聞社を引き継いで、アメリカの大手新聞社で初の女性経営者となった。

## 若年期
グラハムは、サウスダコタ州テリーのルーテル派の家庭に生まれ、マイアミで育った。父のアーネスト・R・"キャップ"・グラハムは農業と不動産業で成功を収め、州上院議員に選出された。母のフローレンス・モリス(Florence Morris)は、サウスダコタ州のブラックヒルズで教師をしていた。グラハムは4人兄弟の1人である。異母弟のボブ・グラハムは、1979年から1987年までフロリダ州知事、1987年から2005年までフロリダ州選出上院議員を務めた。
グラハムはマイアミ高校に通い、1936年にフロリダ大学を卒業して経済学の学士号を取得した。ハーバード・ロー・スクールに入学して、『ハーバード・ロー・レビュー』の編集に関わり、1939年に優秀な成績（マグナ・クム・ラウデ）で学位を取得した。在学中はフロリダ・ブルーキーとシグマ・アルファ・イプシロン（フロリダ・ウプシロン支部）に入会した。後に上院議員となるジョージ・スマザーズとはマイアミ高校時代から親交があり、ルームメイトだった。
1939年から1940年にかけて、合衆国最高裁判所のスタンレー・フォアマン・リード判事の法律事務員を務め、翌年にはハーバード大学で教授を務めたフェリックス・フランクファーター判事の事務員を務めた。

## 結婚と兵役
1940年6月5日、グラハムはキャサリン・メイヤーと結婚した。キャサリンは、大富豪であり、当時苦境にあった『ワシントン・ポスト』の発行者であったユージン・メイヤーの娘である。夫婦は2階建てのテラスハウスに住み始めた。
第二次世界大戦中の1942年、グラハムはアメリカ陸軍航空隊に二等兵として入隊し、終戦時には少佐にまで昇進した。サウスダコタ州スーフォールズとペンシルベニア州ハリスバーグに赴任し、妻キャサリンも同行した。1945年には極東空軍の情報将校として太平洋戦域に単身で赴任した。
最初の子供は出生時に死亡した。その後、エリザベス・"ラリー"・グラハム（1943年7月3日生）、ドナルド・エドワード・グラハム（1945年4月22日生）、ウィリアム・ウェルシュ・グラハム（1948年 - 2017年）、スティーブン・マイヤー・グラハム（1952年生）の4人の子供が生まれた。

## ワシントン・ポスト社でのキャリア
1946年、マイヤーが世界銀行初代総裁に就任した際、グラハムに『ワシントン・ポスト』発行者の地位を譲った。マイヤーは半年で世銀総裁を辞任し、ワシントン・ポスト・カンパニーの会長に就任したが、発行者はグラハムのままとした。
1948年、マイヤーはポスト社の株式の実質的な支配権を娘キャサリンとその夫フィルに譲渡した。キャサリン・グラハムは30%を贈与として受け取った。フィル・グラハムは、義父の資金で残りの70%の株式を購入した。1959年にマイヤーが亡くなるまで、マイヤーは義理の息子の相談相手であり続けた。マイヤーの死後、グラハムはポスト社の社長兼会長に就任した。
1949年、ポスト社は、ワシントンD.C.のラジオ局WTOPの支配権を買収し、CBSと共同で所有した。これがポスト社の放送事業への取り組みの始まりである。翌年、ポスト社とCBS社の合弁会社は、ワシントンD.C.のCBS系列のテレビ局を買収し、コールサインをWTOP-TVに変更して、既に保有していたラジオ局と一体化した。1953年には、フロリダ州ジャクソンビルのテレビ・ラジオ局WMBRを買収した。1954年にはWTOP局のCBSの持分を取得し、完全子会社化した。
1954年、ポスト社は競合する朝刊紙『ワシントン・タイムズ＝ヘラルド』を850万ドルで買収し、その広告、特集、コラムニスト、コミック、および読者を獲得した。『ワシントン・ポスト』の発行部数は、市内の有力な夕刊紙である『イブニング・スター』紙をすぐに抜き去り、1959年には広告数でも『イブニング・スター』紙を抜いた。
1961年、ポスト社は『ニューズウィーク』の株式をビンセント・アスター財団から899万ドルで買収した。1962年、ポスト社は、芸術分野で最も広く読まれている月刊誌『アートニュース』と、ハードカバーの芸術季刊誌『ポートフォリオ』をアルバート・M・フランクフルターから購入した。

## 政治への関与
グラハムは、『ワシントン・ポスト』紙をはじめとするポスト社の経営に携わる一方で、国政や地方政治の舞台裏でも活躍した。
1954年、グラハムは、ワシントンD.C.の経済発展に関心を持つビジネス、市民、教育などのリーダーが集う、影響力の大きいグループ「フェデラル・シティ・カウンシル」設立に尽力した。
1960年、カリフォルニア州ロサンゼルスで開催された民主党全国大会で、友人のジョン・F・ケネディに対しリンドン・ジョンソンを副大統領候補として起用するよう説得し、両者と頻繁に話し合った。1960年の大統領選挙では、ジョンソンの演説の原稿のいくつかをグラハムが執筆した。同年11月にケネディとジョンソンが当選した後は、C・ダグラス・ディロンを財務長官に任命するよう働きかけ、その他の人事についてもケネディと頻繁に話し合った。ケネディの大統領就任後の数年間は、ケネディやジョンソンの演説の原稿を時折執筆していた。
1961年、ケネディはグラハムを、衛星通信のための民間企業と政府の共同事業であるCOMSATの発起人に指名した。1961年10月には、同グループの会長に就任した。

## 健康問題と死
グラハムは、1963年8月3日に自殺した。妻キャサリン・グラハムの著書『パーソナル・ヒストリー』には、夫は常に激しく、自発的であったが、時折、鬱状態になる時期もあったと書かれている。1957年には重度の躁状態となったが、当時は有効な治療薬がなかったため、バージニア州マーシャルにある夫妻の農場で療養した。その後、グラハムは、感情が安定した時期と、不機嫌で不安定な時期が交互に訪れ、孤立していった。それ以前から酒はよく飲む方だったが、1957年からはその頻度が高くなり、非常に理屈っぽく無愛想な性格になっていった。
ポスト社のニューズウィーク部門を通じて、グラハムはオーストラリア人ジャーナリストのロビン・ウェッブと知り合い、1962年に不倫関係になった。1963年には、ウェッブと一緒にアリゾナ州へ行き、新聞社の大会に酩酊した躁状態で登場した。そして、登壇したグラハムは、ケネディ大統領がメアリー・ピンショー・マイヤーと一夜を共にしたことを暴露するなど、挑発的な発言を繰り返した。グラハムの秘書のジェームス・トゥルーイットが主治医のレスリー・ファーバーを呼んだ。ファーバーはプライベートジェットで駆けつけ、その後、グラハムの妻キャサリンも駆けつけた。グラハムは、鎮静剤を投与され、拘束衣を着せられて、ワシントンD.C.に戻された。グラハムは、メリーランド州ロックビルにある、CIAとつながりのある精神病院「チェスナット・ロッジ」に5日間収容された。
その後グラハムは友人たちに、妻キャサリンと離婚してロビン・ウェッブと再婚し、ポスト社の経営権を単独で掌握したいという意向を示した。6月になって鬱状態になったグラハムは、ウェッブとの不倫関係を解消して家に戻った。1963年6月20日、チェストナット・ロッジに2度目の入院をし、正式に躁鬱病（双極性障害）と診断され、心理療法を受けた。

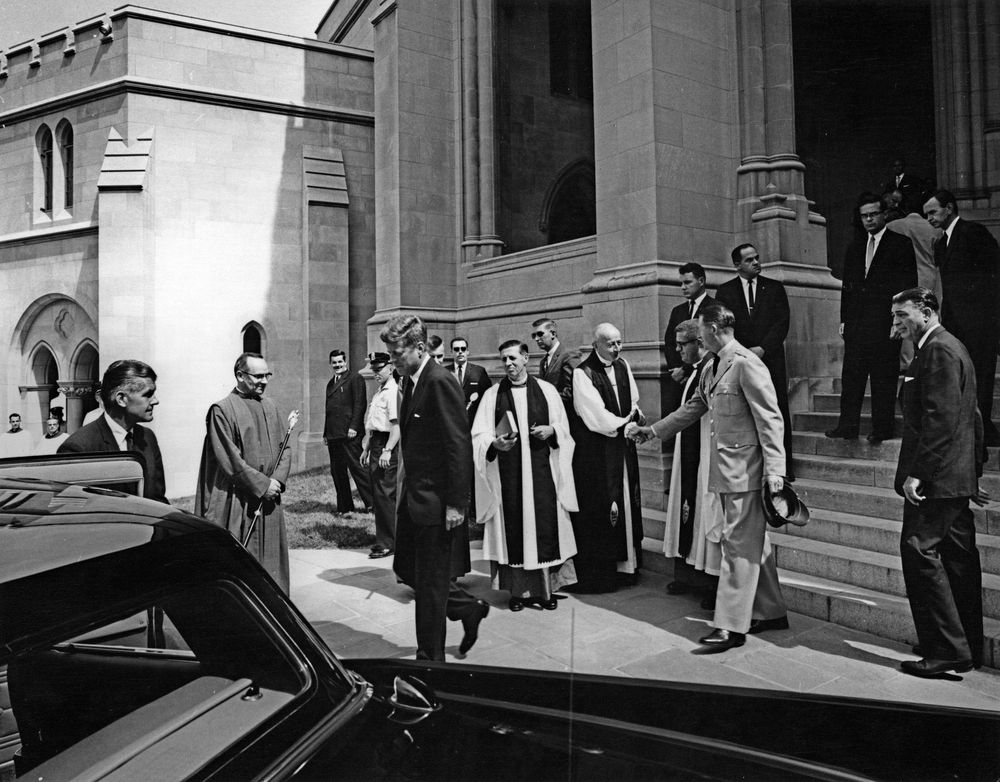
グラハムの葬儀に参列するジョン・F・ケネディ大統領

グラハムは短期間の退院を医師に何度も要求し、1963年8月3日、週末だけバージニア州の彼らの農場の家に戻ることを許された。グラハムは、妻が目を離した間に自殺した。彼の遺体は午後1時頃、浴室で発見された。
遺言検認の際、キャサリン・グラハムの弁護士は、1963年に書かれたグラハムのの最後の遺書の合法性に異議を唱えた。エドワード・ベネット・ウィリアムズは、グラハムがウィリアムズに遺言書の作成を指示した時、彼は健全な精神状態ではなかったと証言した。ウィリアムズは、遺言書の作成と同時に、グラハムが精神障害であることを記したメモを残しており、グラハムの指示で、二人の関係を維持するためだけに遺言書を作成していたと述べた。この事件の判事は、グラハムは無遺言死亡であると判断した。最終的には、キャサリン・グラハムが相続財産の一部を放棄して子供たちに譲るという妥協案が出された。

## 死後の栄誉
1970年3月16日、フロリダ州マイアミのABC系列のテレビ局WLBW-TVは、フィル・グラハムに敬意を表して、グラハムのイニシャルPLGをとってコールサインをWPLG-TVに変更した。ポスト社は、2014年にバークシャー・ハサウェイ社に売却するまで同局を所有していた。

## 「歴史の第一稿」
1963年4月、グラハムはロンドンで『ニューズウィーク』の特派員に向けて次のようなスピーチを行った。
So let us today drudge on about our inescapably impossible task of providing every week a first rough draft of history that will never really be completed about a world we can never really understand ...
日本語訳
我々が真に理解できない世界についての、決して完成することのない歴史の第一稿を毎週提供するという、必然的に不可能な仕事を今日もこなすことにしよう。
この"First rough draft of history"（歴史の第一稿）という言葉は、グラハムが最初に使ったわけでないが、グラハムのこの発言によって広められた。この言葉は、1940年代の『ワシントン・ポスト』紙で繰り返し使われている。最も古い使用例は、アラン・バースの"News is only the first rough draft of history"（ニュースは歴史の第一稿に過ぎない）である。類似の表現は1900年代にも見られる。